# Jean-Joseph Vimal-Flouvat
Pour les autres membres de la famille, voir famille Vimal.
Jean-Joseph Vimal-Flouvat, né le 25 octobre 1737 à Ambert, mort le 25 mai 1810 à Ambert, est un négociant et un homme politique français.

## Biographie
Issu d'une vieille famille d'Ambert, il est quatrième fils de Bérard Vimal et de Geneviève Peschier. Michel, l'aîné, secrétaire du roi et seigneur de Murs, de Berbezit et de Saint-Pal, est né en 1720; André, le cadet, naît en 1724 et achète une charge de secrétaire du roi le 17 février 1777; enfin, Jean-Batiste, né en 1729, est membre de l'assemblée provinciale.
Vimal est négociant dans sa ville natale et membre de la municipalité. Il est élu le 25 mars 1789 député  du tiers état aux États généraux par la sénéchaussée de Riom avec 163 voix sur 304 votants. Siégeant parmi la majorité patriote, il prête le serment du jeu de paume. En 1790, il devient membre du directoire de département et maire d'Ambert; il retrouve cette dernière fonction en 1796.
Sous le consulat, le gouvernement le nomme maire d'Ambert le 3 floréal an VIII (23 avril 1800).
Marié en 1759 à Marie Flouvat, il a, entre autres enfants, Denis-Joseph Vimal-Madur, maire d'Ambert (1806-1808) et conseiller général, et Vimal-Lajarrige, conseiller de préfecture du Puy-de-Dôme.

## Sources
- Adolphe Robert, Gaston Cougny (dir.), Dictionnaire des parlementaires français de 1789 à 1889, Paris, Edgar Bourloton, 1889, tome 5 (de Villéquier à Vissaguet), p. 530-531
- Jean-Baptiste Bouillet, Nobiliaire d'Auvergne, Clermont-Ferrand, Imprimerie de Pérol, 1853, tome VII, p. 138-142